# Darżyno
Darżyno (Duits Darsin) is een plaats in het Poolse district  Słupski, woiwodschap Pommeren. De plaats maakt deel uit van de gemeente Potęgowo en telt 264 inwoners.